# علاج اللعب

## العلاج باللعب
العلاج باللعب: هو طريقة للتلبية والاستجابة لحتياجات الصحة العقلية للأطفال وعرفها الخبراء على نطاق واسع كتدخل فعال ومناسب لتعامل مع نمو عقل الطفل.وعامة ما تسخدم مع الأطفال في عمر 3 إلى 11 وتوفر طرق لهم في التعبير عن تجاربهم ومشاعرهم من خلال الطبيعة والتوجيه الذاتي وعملية الشفاء الذاتي. وفي الغالب يقوم الأطفال بايصال الخبرات والمعرفة من خلال اللعب حيث أصبح اللعب اداءة مهمه ليعرفوا ويتقبلوا أنفسهم ويتقبلون الآخرين.

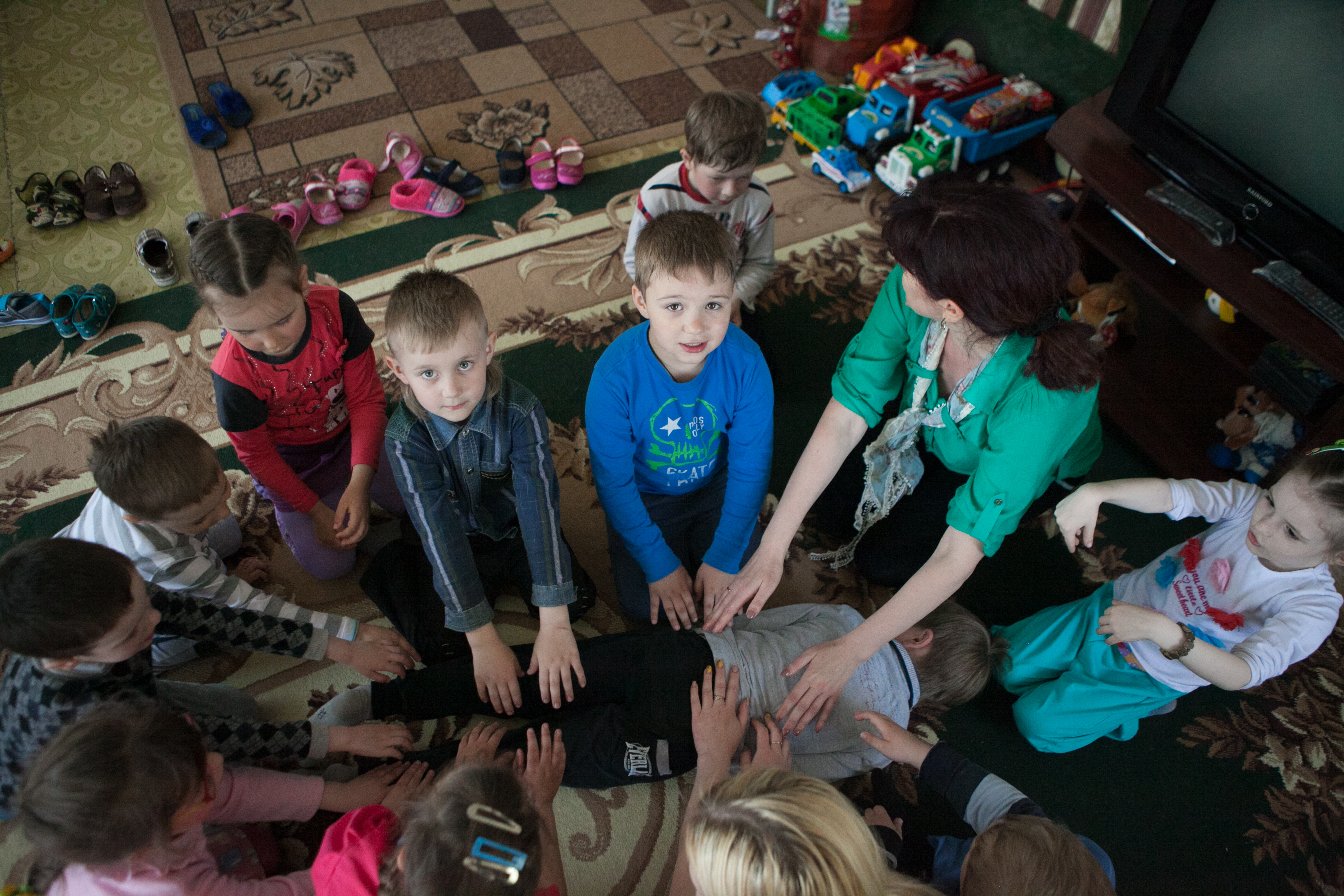
علاج اللعب

## اللعب كعلاج
وفقا لجان بياجيه يوفر اللعب للطفل لغة حية وديناميكية وفردية لا غنى عنها للتعبير عن مشاعر الطفل حيث أن اللغة الجماعية وحدها غير كافية.يساعد اللعب الطفل على تنمية امكانيته في القدرة الفطرية مما يؤدي إلى الشعور بالقيمة والكفاءة حيث يقوم الأطفال بتلبية احتياجاتهم الاساسية عن طريق اكتشاف ومعرفة بيئتهم. كما يساهم اللعب في تحسين التفكير الابداعي للطفل.كذلك يوفر اللعب طريق للاطفال للتخلص من المشاعر العدائية ويجعله ميشعرون بالارتياح.خلال اللعب يقوم الأطفال بالتخلص من تجارب الحياة غير المرغوب بها من خلال تجزيء هذه المشاعرالى أجزاء صغيرة وتفريغ الحالات العاطفية أوحالة المزاج التي تختفي مع كل جزء وربط كل تجربة بمدى فهمهم لأنفسهم

## الفكرة العامة
يعد العلاج باللعب شكلا من أشكال الاستشارة والعلاج النفسي والذي يستخدم اللعب للتواصل ومساعدة الأنسان خصوصا الأطفال لمنع أو لحل التحديات النفسية.حيث يعتقد أن العلاج باللعب سيساعدهم في اندماج اجتماعي أفضل ولنمو العواطف والتعامل مع الصدمات.
ويمكن استخدام العلاج باللعب كأداة تشخيص. حيث يراقب المعالج الطفل أثناء لعبه بالألعاب (الألعاب المسرحية، العاب الحيوانات، الدمى الخ) ليحدد سبب السلوك المضطرب. يمكن استخدام الجسم المستعمل في اللعب ونمط اللعب بالإضافة إلى الرغبة في التفاعل مع المعالج لفهم السبب الأساسي ورا هذه السلوكيات خرج أو داخل الجلسة.إلا أنه يجب توخي الحذر عند استعمال العلاج باللعب لاغراض التشخيص.
وفقا للديناميكا النفسية “الأشخص وعلى وجه (الخصوص الأطفال) سيندمجون في سلوك اللعب من أجل العمل من خلال تشويشاتهم الداخلية وقلقهم”.ووفقا لهذه النقطة على وجه التحديد فيمكن للعلاج باللعب أن يستعمل كآليات مساعده ذاتيه ما دام مسموحا للأطفال باللعب الحر أو اللعب غير المنظم.على الرغم من ذلك فإن بعض أشكال العلاج منفصلة عن اللعب الخيالي غير الموجهه حيث يقدم كميه متنوعه من الاتجاهات خلال جلسات العلاج.
مثال على أكبر نهج توجيهي في العلاج باللعب على سبيل المثال يمكن استبعاد استعمال نوع من أنواع العلاج الحساسة أو العلاج بإعادة التعليم بغرض تغييرسلوك مضطرب إما على نحو نظامي أو من خلال نهج أ تنظيما. والأمل هومن خلال لغة اللعب الرمزي مثل نزع الحساسية حيث أنها مهمه كجزء طبيعي من تجربة العلاج مما يؤدي إلى نتائج علاج ايجابية.

## التاريخ
وعرف اللعب بأهميته منذ وقت افلاطون429 -347 سنه قبل الميلاد) والذي قال،”يمكنك أن تكتشف الكثير عن شخص في غضون ساعة من اللعب أكثر من مما تكتشفه في سنه من المحادثة” وقد يبدو هذا الاقتباس الخاطئة المنسوبة إلى افلاطون انظر https://quoteinvestigator.com/2015/07/30/hour-play/ وكتب روسو في كتابه إيميل عن الأهمية في اعتبار اللعب أداه لتعلم وفهم الأطفال.وقال فريديرك فروبل في كتابه تعليم الرجال (1903) يؤكد أهمية الدلالات الرمزية في اللعب. وقال:”اللعب هو اعلى مراحل التطور في الطفولة وهي بذاتها تعبير حر عن الموجود في روح الطفل...لعب الطفل أكثر من مجرد رياضة فهو مليء بالمعاني والأهمية. أول حاله موثقة تصف اتسخدام اللعب في العلاج كانت في عام 1909عندما نشر سيغموند فرويد عمله مع “الصغير هانز” كان الصغير هانز طفلا يبلغ من العمر خمس سنين يعاني من الرهاب. وذات مرة رأه فرويد واوصى والد هانز بأخذ ملاحظات على لعب هانز لتقديم رؤية قد تساعد الطفل. تعتبر حالة“ هانز الصغير” أول حالة حيث تكون صعوبات الطفل مرتبطة بعوامل انفعالية.
قامت هيرمينهوغ-هيلموت (1921) بصياغة عملية العلاج باللعب عن طريق تزويد الأطفال بأدوات اللعب ليعبروا عن أنفسهم ولتأكيد استخدام اللعب في تحليل الطفل. في عام 1919 بدأت ميلاني كلاين (1955) بتنفيذ تقنية استخدام اللعب كوسيلة لتحليل الأطفال تحت سن السادسة. وقد أتاحت امكانية الوصول اللاوعي لطفل. واستخدمت آنا فرويد (1946,1965) اللعب كوسيلة تيسير ايجابية مرتبطة بالمعالج للولوج إلى حياة الطفل الداخلية.
طور ديفيد ليفي(1938) في عام 1930 تقنية تسمى بعلاج الأطلاق وتركز تقنيته على نهج منظم. يمكن السماح لطفل تعرض لمواقف عصيبه خاصة باللعب الحر. وفيما بعد قد يقدم المعالج أنواع أخرى للعب والتي تتعلق بتحفيز المشاعر في المواقف حيث يساعد الطفل على إعادة تمثيل حدث مؤلم وتحريرالمشاعر العالقة.
وفي عام 1955عمل غوف هامبيدج على تطوير عمل ليفي التأكيدي”هيكلة العلاج باللعب”والذي كان نموذج أكثر مباشرة في تقديمه للمواقف. وكانت تشكيلة هذا النموذج تقوم على إقامة علاقة وإعادة حالة مشاعر التوتر واللعب خارج الموقف ثم اللعب الحر للشفاء
وقام كل من جيسي تافت (1933) وفريدريك ألين (1934) بتطوير نهج تحت عنوان العلاج المعني بالعلاقات وتتركز أهميته الاساسية في علاقة المشاعر بين المعالج والطفل. ويكمن التركيز في حرية الطفل وقوة الاختيار.
قام كارل روجرز(1942) بتوسيع نظرية العلاقة وطور لاحقا نظرية اسماها العلاج المتمركز حول العميل وقامت فرجينيا أكسلين في مفهومها الموجه في مقالها بعنوان “دخول عالم الطفل عبر تجارب اللعب” ولخصت أكسلين مفهومها للعلاج باللعب قائلة:” تجربة اللعب هي العلاج لأنها توفر علاقة قوية بين الطفل والبالغ وهذا يتضمن أن يكون للطفل الحرية ومجال ليسمح لنفسه وفق شروطه الخاصة وفي هذه اللحظة بالتحديد أن يكون في طريقة الخاص وفي وقته الخاص”(التعليم المتقدم 27, ص68).
قام كلارك موستاكس في عام 1953 بكتابة كتابه الأول في علاج الأطفال باللعب. وفي عام 1956 نشرعن الذات ونتيجة الحوارات بين موستاكس وابراهام ماسلو وكارل روجرز وغيرهم من الذين صاغوا حركة علم النفس الإنساني.
العلاج البنوي الذي طوره برنارد ولويس غيرني وكان ابتكارا جديدا في العلاج باللعب فترة 1960. وتركز طرقة البنويعلى برنامج تدريبي منظم للوالدين حيث يتعلما كيف يوظفان حلات العلاج المتمركز على الطفل في المنزل. وفي عام 1960 مع قدوم مستشاري المدارس بداء العلاج القائم على المدرسة تحولا كبيرا من القطاع الخاص.بداء المشتشار المربي مثل الكساندر (1964) ميريك وهولدين (1966) ووترلاند)1970) في المساهمة بشكل كبير خصوصا من حيث استخدام العلاج باللعب كأداة تعليمية ووقائية في التعامل مع المسائل المتعلقة بالأطفال.
وقام موستاكس في عام 1973 بمتابعة رحلته في العلاج باللعب ونشر روايته اكتشاف الطفل لنفسه بدأت أعمال موستاكس المهتمه بنوع العلاقة المطلوبة لجعل العلاج تجربة نامية، بدأت إستراتيجية مع مشاعر الطفل وكانت عموما بداية سلبية وثم اصبحوا يعبرون واصبحوا أقل انفعالية وتميل النتائج النهائية إلى ظهور مشاعر أكثر إيجابية وعلاقات أكثر اتزانا.

## نماذج
يمكن تقسيم العلاج باللعب إلى نوعين اساسيين: موجه وغير موجه. العلاج باللعب الغير موجه هو علاج يتبع الطريقة غير تدخلية بحيث يشجع الطفل على السعي نحو حلولهم الخاصة للمشاكل التي تواجههم أثناء اللعب وعادة ما تصنف كعلاج نفسي ديناميكي. وفي المقابل العلاج باللعب الموجه هو طريقة تتضمن ارشادات وتوجيهات أكثر من قبل المعالج النفسي في الوقت الذي يعمل الطفل على الصعوبات العاطفية والسلوكية خلال اللعب وغالبا ما تحتوي على عناصر سلوكية وتشمل هذه العملية تشجيع أكثر من قبل المعالج. العلاج باللعب الموجه يصنف كأكثر نوع من العلاج السلوكي المعرفي. كل النوعين من العلاج باللعب تتلقى على ألاقل بعض الدعم العملي للمجموعات العلاج للعلاج باللعب بالمقارنة بمجموعات المراقبة متحسنه بمعدل 8 في متوسط الانحرافات المعيارية.

## علاج اللعب غيرالموجه
والمسمى أيضا العلاج المتمركز حول العميل والعلاج باللعب غير المنظم تقوم على فكرة أنه إذا اعطيت فرصة البحث واللعب بحرية في ظل ظروف علاجية أفضل فإن الأطفال المضطربين والشباب/الشابات سيكون بمقدورهم معالجة مشاكلهم الخاصة ويعملون على حلولهم الخاصة بعبارة أخرى العلاج باللعب غير المباشر يعتبر غير تدخلي. السمة الرئيسية في العلاج باللعب غير الموجه هي أنه لديه عدد قليل في الحدود المشروطة ولهذا يمكن أن يستعمل في أي عمر. ويعود أصل هذا العلاج إلى كارول روجرز المعالج النفسي غير الموجه وفي توصيفه للظروف العلاجية المثلى.تبنى فرجينيا أكسل نظرية كارل روجرز في علاج الطفل عام 1946 واعتبراه على نطاق واسع مؤسس هذا العلاج. منذ ذلك الحين تقنيات مختلفة قد ابتكرت والتي تقع تحت نطاق العلاج باللعب غير الموجه والذي يشمل العلاج التقليدي للعب بالرمل والعلاج العائلي والعلاج باللعب باستخدام الألعاب. كل شكل من هذه الاشكال سيذكر بإيجاز أدناه.
علاج اللعب باستخدام طبق من الرمال وشخصيات مصغرة تعود هذه الطريقة إلى مارغريت لونفيلد والتي الفت كتابها”تقنية العالم” في عام 1929.جمعت الكاتبة دورا إم كالف بين تقنية العالم لونفيلد وفكرة جونغ عن اللاوعي الجماعي وحصلت على السماح من لونفيلد لتسمية نسختها من الكتاب “اللعب بالرمل” (Kalff، 1980).Kalff، Dora M. (1980). Sandp.كما أظهرت الأبحاث في علاج اللعب غير الموجه بالسماح باللعب الفردي الحر باستخام الرمل واشراك الأجسام الموجودة في نطاق الرمل. حيث يمكن أن تساعد في عملية الشفاء بمعدل (22.5 كما يتم التعبير عن اللاوعي في الرمل ويؤثر أيضا على لاعب الرمل. عندما يقوم العميل باللعب وتشكيل الرمل يتم توفير بعض التعليمات وقد يعرضها المعالج أو أن لا يتكلم خلال العملية. وهذا البروتكول يؤكد أهمية إجراء ما أشارت اليه كالف عام 1980 “ بالحرية والحفاظ على المساحة” لسماح بالتعبير عن اللاوعي من خلال رموز اللعب غير اللفظي.عند الانتهاء من الطبق يمكن للعميل أن يختار التحدث أو عدم التحدث عن عمله أو عملها ويمكن للمعالج أن يقدم استجابة داعمة والتي لا تتضمن تفسيروبدون استعمال أي طريقة مباشرة وبدون أن يلمس طبق الرمل.الأساس المنطقي لهذه الطريقة هو أن يثق المعالج ويحترم العلاج من خلال السماح بالصور في الطبق زيادة التأثير بدون أي تدخل.
يمكن أن يستعمل علاج طبق الرمل خلال العلاج العائلي. القيود المفروضة على طبق الرمل يمكن أن تكون بمثابة قيد بدني ورمزي على العائلة حيث يمييزالحدود في المشكلة بألاضافة إلى ذلك عندما تعمل العائلة معا على طبق الرمل يمكن للمعالج أن يقدم عدد من الملاحظات مثل التحالفات غير الصحية ومن يعمل مع من أي المجسمات يمكن دمجها في طبق الرمل ومن يختار المجسم.المعالج قد يقدم هذه الاختيارات والتدخل في محاولة التوجيه لتكوين علاقة أكثر صحة.
استخدام الألعاب في علاج اللعب غير الموجه مع الأطفال تعد من أكثر الطرق الشائعة التي يستعملها المعالجون النفسييون. واشتقت هذه الطرقة من الألعاب المبتكرة في توجهات فرويد النظرية. وتقوم الأفكار وراء هذه الطريقة على أنه الأطفال سيكونون أكثر قدرة على التعبير عن مشاعرهم تجاه أنفسهم وبيئتهم من خلال اللعب باستخدام الألعاب ثم من خلال التعبير اللفظي عن مشاعرهم.خلال هذه الإجراءات قد يكون الأطفال قادرين على تجربة التنفيس واكتساب بصيره أكثرأو أفضل في وعيهم وأفكارهم ومشاعرهم واختبار واقعهم الخاص.اللعاب المشهورة المستعملة في العلاج هي الحيوانات والدمى ودمى اليد والطباشيرو السيارات.واعتبر المعالجون مثل هذه الألعاب أكثر احتمالية في تشجيع اللعب الدرامي أو رابطة الابداع وكلاهما يعتبر مهما في التعبير.

## الفعالية
يعتبر العلاج باللعب أسلوب شائعا وفعالا للأطفال منذ أكثر من ستين سنه. وقد شكك النقاد في فعالية تقنية العلاج باللعب المستعمله مع الأطفال واقترحوا استخدام تدخلات أخرى مع دعم تجريبي أكبر على سبيل المثال العلاج السلوكي المعرفي. وقاموا أيضا بمناقشة أن المعالجين يركزون أكثر على مؤسسة اللعب بدل من الادبيات التجريبية عند أجراء العلاج. وجادل ليبو ضد فعالية العلاج باللعب في عام 1953 وقام فيليبس بفتح الجدلات مرات أخرى عام 1985. وادعى كلاهما أن العلاج باللعب يفتقر إلى العديد في مجالات الأبحاث الصعبة. شملت العديد من الدراسات عينات باحجام صغيرة مما يحد من تعميم بالأضافة إلى أن العديد من الدراسات قامت فقط بمقارنة تأثير العلاج باللعب على المجموعات المراقبة دون المقارنة مع العلاجات الأخرى ويصعب تحديد مإذا كان العلاج باللعب هو العلاج الأكثر فعالية.تعمل الأبحاث الحالية للعلاج باللعب على إجراء أبحاث تجريبية أكثر وعلى عينات أكبر حجما وعلى تعرفات أكثر دقة ومقايس العلاج والمزيد من المقارنات المباشرة.
تفتقر البحوث إلى الفعالية الشاملة باستخدام الألعاب في العلاج باللعب غيرالموجه.وجد ديل ليبو بأن عينة تظم أكثر من 4000 طفل أن الذين يلعبون بالألعاب الموصى بها مقابل الغير موصى بها أو بدون استخدام الألعاب خلال علاج اللعب غير الموجه على الأرجح لم يكونوا قادرين على التعبير عن أنفسهم للمعالج. أمثلة على الألعاب الموصى بها الدمى أو الطباشير الملونة في حين الأمثلة على الألعاب غير الموصى بها ستكون أفكار أو العاب التدقيق. وهناك أيضا جدال مستمر حول اختيار الألعاب لاستخدامها في علاج اللعب غيرالموجه مع الخيارات التي يتم إجراؤها بشكل كبير من خلال الحدس بدلاً من البحث. ومع ذلك تظهر أبحاث أخرى ان اتباع معاير محددة عند اختيار الألعاب في العلاج باللعب غير الموجه يمكن أن يجعل العلاج أكثر فعالية. وتشمل معاير الألعاب المرغوب فيها للعلاج لعبة أن تسهل التواصل مع الطفل وتشجيع الطفل على التنفيس عما بداخله وأن تؤدي إلى اللعب الذي يمكن تفسيره بسهوله من قبل المعالج.
أظهرت عدة تحليلات بعدية نتائج واعدة حول فعالية علاج اللعب غيرالموجه.وجدت التحليلات الفوقية من قبل الكاتب لوبلان وريتشي عام 2001حجم ثأثير بمقدار 0,66 في العلاج باللعب غير الموجه. هذه النتيجة قابلة للمقارنة مع حجم الثأثير المقدر ب0,71 في العلاج النفسي المستخدم مع الأطفال مشيرا إلى أن العلاج باللعب غير الموجه والعلاج النفسي غير اللعب لهم تقريبا تأثيرمتساوي في علاج الأطفال الذين يعانون من صعوبات عاطفية. واظهر التحليل البعدي من قبل المؤلفين راي وبراتون والراين وجونز عام 2001 حجم تأثيرأكبر في العلاج باللعب غير الموجه حيث أن أداء الأطفال يكون أفضل من المجموعات غير المعالجة بمعدل 0.93. وتعد هذه النتائج أقوى من نتائج التحليل البعدي السابق والتي سجلت تأثير بحجم 0,71 و 0,66. وأظهرالتحليل البعدي من قبل المؤلفين براتون وراي والراين وجونز عام 2005 تأثير أكبر حجم بمعدل0,92 على الأطفال الذين يعالجون باستعمال العلاج باللعب فير الموجه.تشيرالنتائج من جميع التحليلات البعدية إلى أن العلاج باللعب غير الموجه اظهر بأنه فعال مثل العلاج النفسي المستخدم مع الأطفال بل أنه ينتج أحجام تأثيرأكبر في بعض الدراسات.
هناك العديد من العوامل التي قد تؤثر في فعالية العلاج باللعب.يعد عدد الجلسات عامل هام في نتائج ما بعد الاختبار ومع المزيد من الجلسات التي تشير إلى حجم تأثير أكبر.
على الرغم من أنه يمكن رؤية التأثير الإيجابي في متوسط 16 جلسة إلا أن ذروة التأثير يبلغ ذروته عندما يكمل الطفل من 35-40 جلسة.ومن الاستثناءات في هذه الاستنتاجات الأطفال الذين يخضعون للعلاج باللعب في حالات الحوادث الخطرة مثل المستشفيات وملاجئ العنف الأسري.أشارت نتائج الدرسات التي أجريت على هؤلاء الأطفال إلى حجم تأثير ايجابي كبير بعد الجلسة 7 فقط والتي تعني بأن الأطفال الذين يعانون من أزمات قد يستجيبون بسهولة أكبر للعلاج.وتعد مشاركة الوالدين أيضا عاملا مهم للنتائج الفعالة للعلاج باللعب.وتلتزم هذه المشاركة عموما المشاركة في كل جلسة مع المعالج والطفل. كما تبين أن مشاركة الوالدين في جلسات العلاج يقلل من التوتر في العلاقة بين الوالدين والطفل عندما يظهر الطفل مشاكل سلوكية داخلية وخارجية على حدا سواء. على الرغم من هذه العوامل التي اظهرت زيادة في حجم التأثير إلا أنه العلاج باللعب أظهر فعالية مساوية بالمقدار عبر العمروالجنس والأعداد الفردية مقابل المجموعة.

## علاج اللعب الموجه
العلاج باللعب الموجه هو علاج توجيهي للمفاهيم التي تستعمل تعليمات لتوجيه الطفل خلال اللعب وسيتسبب في تغير أسرع من التغير الذي يحصل في العلاج باللعب الغير موجه.ويلعب المعالج دورا كبيرا في علاج اللعب الموجه .قد يستخدم المعالجين عدة اساليب لإشراك الطفل مثل الانخراط في اللعب مع الطفل بأنفسهم أو اقتراح مواضيع جديدة بدلا من جعل الطفل يوجه المحادثة بنفسه. ومن المرجح أن القصص التي يقرأها المعالجين الموجهين هدفا اساسيا ومن المرجح أن المعالجين لصنع تفسيرات للقصص التي يخبرونها للأطفال.عموما يتم اختيار الألعاب للأطفال في العلاج باللعب الموجه ويعطى الأطفال المواضيع وملف الشخصية عند الانخراط مع الدمى أو أنشطة الدمى.ولا يزال يتيح هذا مجال للطفل أن يعبر بحرية ولكنه أكثر تنظيما من علاج اللعب غير الموجه . وهناك أيضا تقنيات مختلفة والتي تستخدم في علاج اللعب الموجه وتشمل علاج اللعب بالرمل الموجه والعلاج المعرفي السلوكي.
ويكون شائعا استخدام علاج اللعب بالرمل الموجه مع ضحايا الصدمات ويتضمن العلاج “الحديث” إلى حدا كبير.لأن الصدمة غالبا ما تكون منهكه حيث يعمل العلاج بالرمل الموجه على صنع تغير في الحاضر بدون عملية الشفاء المطولة في كثير من الأحيان تتطلب علاج الرمل التقليدي. وهذا هو سبب أهمية دور المعالج في هذه الطريقة. وقد يسأل المعالجون بعض الأسئلة عن علاجهم بالرمل . ويقترحوا عليهم تغير طبق الرمل والطلب منهم توضيح لماذا اختاروا أشياء معينه ووضعها في طبق الرمل وفي حالات نادرة يقموا بتغير طبق اللعب بأنفسهم. وتكون التوجيهات من المعالج شائعة جدا في هذه الطريقة .في حين يعتقد أن علاج اللعب بالرمل التقليدي يعمل بشكل أفضل لمساعدة العميل في تخطي الذكريات المروعة . ويستعمل علاج اللعب بالرمل الموجه لمساعدة الأشخاص على إدارة ذاكرتهم وتأثير هذه الذكريات على حياتهم.
كان روجر فيليبس في عام 1980 من أوائل الذين اقترحوا دمج جوانب العلاج السلوكي المعرفي مع تدخلات اللعب حيث ستكون نظرية جيدة للتحقيق. ثم تم تطويرالعلاج باللعب السلوكي المعرفي ليستعمل مع الأطفال الصغار من سن الثانية إلى السادسة .حيث يشمل جوانب من العلاج المعرفي لبيك مع علاج اللعب لأنه يمكن أن لا تتطور قدرة الأطفال المعرفية الضرورية للمشاركة في العلاج المعرفي المستقيم. في هذا العلاج يمكن استخدام العاب مخصصة مثل الدمى والحيوانات المحشوة . لوضع نماذج إستراتيجية معرفية معينة مثل آليات المواجهة الفعالة ومهارة حل المشكلات. ويوضع القليل من التركيز على تعابيرات الأطفال اللفظية في هذه التفاعلات وركزت أكثر على افعالهم ولعبهم. يعد ابتكار قصص باستخدام الدمى والحيوانات المحشية طريقة شائعة والتي يستخدمها معالجي اللعب السلوكي المعرفي من أجل تغير تفكير الطفل غيرالتكيفية.

## الفعالية
وقد كانت فعالية علاج اللعب الموجه أقل تأسيسا من العلاج باللعب غير الموجه إلا أن الأرقام ما زالت تشير إلى أن طريقة العلاج باللعب غير الموجه فعالة أيضا.وأظهرالتحليل البعدي الذي أجري عام 2001 من قبل المؤلفين راي وبراتونو الراين وجونز زيادة بمعدل تأثير،73 بالمقارنة بمعدل تأثير والذي أظهره علاج اللعب الموجه.و بصورة مماثلة أظهر التحليل البعدي في عام 2005 من قبل المؤلفين راي وبراتون والراين وجونز تأثير بمعدل 0,71 بينما علاج اللعب غير الموجة أظهر تأثيرا بمعدل 0,92. على الرغم من أن أحجام العلاج التوجيهي أدنى كثيرا في الناحية الاحصائية من العلاج باللعب غير الموجه إلا أنها لا تزال تقارن بأحجام تأثير العلاج النفسي المستخدم مع الأطفال برهن عنها كيسي وويز وليبرانك. وقد تكون أسباب الاختلاف في حجم التأثير نتيجة لكمية الأبحاث التي أجريت على علاج اللعب غير الموجه مقابل علاج اللعب الموجه.ما يقارب 73 دراسة في كل التحليل البعدي التي درست علاج اللعب غير الموجه بينما 12 بحث ينظر في علاج اللعب الموجه.و مرة أخرى المزيد من الأبحاث تتم في علاج اللعب الموجه وهناك احتمال أن حجم التأثير بين علاج اللعب الموجه وغير الموجه سيكون أكثر قابلية للمقارنة

## ألعاب لعب ألادوار
كما يستخدم المعالجون ألعاب لعب الأدوار كجزء من التدخلات العلاجية. في هذه الألعاب يقوم اللاعبين بافتراض أدوار وتعتمد النتائج على تحركات اللاعب في العالم الافتراضي.يعد هذا النوع من الألعاب جديد نسبيا لذا لا يزال موضوعا للبحث. ولكن في هذا الوقت المبكر يوجد هناك خبراء بالفعل قاموا بذكر مزاياها عندما تطبق على حالة محددة على سبيل المثال هناك فعالية معتبرة لهذا النوع من أنواع العلاج للفتية والأطفال قبل سن المراهقة بسبب المغامرة الكامنة في لعبة الأدوار ويمكن أن تكون وسيلة لاستكشافات الأطباء”مشاكل القوة والسيطرة والشعبية والأهمية المعرفية والاعتقاد بأنهم يمكن أن يكونوا أكبروأقوى وأكثر ذكاء أو كثر شعبية مما هم عليه في الواقع. بالإضافة إلى ذلك يمكن لعلماء النفس أن يكونوا قادرين على الحصول على رؤية عميقة في عناصر القدرة لدى المريض لإنشاء أو تجربة هوية بديلة وهناك أولئك الذين يؤكدون على السهولة في طريقة العلاج .منذ لعب لعبة الأدوار كحالة علاج وغالبا ما يكون بمثابة دعوة للعب والذي يجعل من العملية أمنه وبدون مخاوف أوالتعرض للإحراج.
وهنا أيضا دراسات وجدت أنه عند دمج ألعاب اللعب بالأدوار مع أسلوب ألفرد أدلر للعلاج باللعب يؤدي إلى زيادة تطور العلاج النفسي.
علاج اللعب الوالد/الطفل
لقد طورت أعداد من طرق العلاج باللعب لكي يستخدمها الوالدين مع أبنائهم.
وأثبت أن التدريب على اللعب غير الموجه للأباء يؤدي إلى الحد بشكل كبير من مشاكل الصحة العقلية للأطفال المعرضين للخطر قبل مرحلة الدراسة .وتعد هذه الطريقة واحدة من أول الطرق في علاج باللعب الآباء/الأطفال التي طورت من قبل كانت العلاج البنوي (في عام 1960_ أنظر إلى قسم التاريخ أعلاه). حيث يتم تدريب الوالدين على تسهيل جلسات العلاج باللعب غير الموجه مع أطفالهم. وقد تبين أن العلاج البنوي يساعد الأطفال خلال الصدمات وأيضا يحل مشاكل السلوك.
طريقة أخرى للعلاج باللعب والتي تتضمن وجود الوالدين هي التدريب العلاجي باللعب والتي تطورت فترة 1970 .في البداية عمل المعالجون والمدربون مع الأطفال ولكن في وقت لاحق تطور التدريب العلاجي باللعب إلى طريقة يتم فيها تدريب الآباء على اللعب مع أبنائهم بطريقة محددة في المنزل. وتستند طريقة هذا العلاج إلى أنه يمكن للأباء تحسين سلوك أبنائهم ومساعدتهم أيضا على التغلب على مشاكلهم العاطفية عن طريق إشراك أطفالهم في أشكال اللعب والتي تحاكي الألعاب المرحة والمتناغمة والتفاعلات المتعاطفة من قبل الوالدين مع رضيعهم. وأظهرت الدراسات أن هذا النوع من العلاج فعال في تغير سلوك الأطفال وخاصة الأطفال الذين يعانون من اضطرابات التعلق.
في فترة 1980 طور ستانلي غرينسبان طريقة تسمى فلورتايم وهي عبارة عن طريقة شاملة تستند على اللعب للأباء والمعالجين لاستخدامها مع أطفال التوحد.وهناك أدلة على نجاح هذه الطريقة مع الأطفال الذين يعانون من اضطراب طيف التوحد.
أنشئ لورانس كوهين طريقة تسمى مرح التربية حيث تشجع الوالدين على اللعب مع أطفالهم لمساعدتهم على حل المشاكل العاطفية والسلوكية .ويتم تشجيع الوالدين على التواصل مع أطفالهم بطريقة مرحه من خلال السذاجات والضحك والصخب
في عام 2006 قام غاري لاندريث وسو براتون بتطوير طريقة بحثية منظمة للغاية لتعليم الآباء المشاركة في اللعب العلاجي مع أطفالهم. وتستند هذه الطريقة على تدريبات للمبتدئين خاضعة للإشراف في مركز علاج الأطفال باللعب. وأطلقوا عليها اسم “العلاقة بين الطفل والأم”. وركزت هذه 10 جلسات على مشاكل الأمومة والأبوة في بيئة جماعية واستخدمت تسجيلات صوتية ومقاطع فيديو لمساعدة الآباء على الحصول على الملاحظات على “وقت اللعب الخاص بهم” المكون من 30 دقيقة مع أطفالهم .
في الأونة الاخيرة قامت أليثا سولتر بتطوير منهج شاملا للأباء أسمته اللعب الارتباطي والذي يصف الأدلة المستندة على أشكال العلاج باللعب ويشمل على العلاج غير الموجه والمزيد من اللعب الرمزي الموجه واللعب الطارئ والعديد من أنشطة الضحك. حيث يشجع الآباء على استعمال هذه الأنشطة المرحة لتعزيزعلاقتهم مع أطفالهم وحل مشاكل الانضباط وأيضا مساعدة الأطفال الذين خاضوا تجارب مؤلمة مثل الاستشفاء أو الطلاق الأبوي.